# Jan Kleyna
Jan Kleyna je postdoktorand na institutu za astronomiju sveučilišta Hawaii (University of Hawaii). Poznat je po otkriću nekoliko saturnovih satelita (u suradnji s Davidom C. Jewittom).
Njegovo podrčje interesa je dinamika galaksija, a radio je i na razvijanju koda za detekciju u realnom vremenu objekata kao što su Jupiterovi sateliti. 